# SLNS Gajabahu
SLNS Gajabahu lankijska fregata River służąca w Marynarce Wojennej Sri Lanki, poprzednio kanadyjska HMCS Hallowell i izraelska INS Miznak. Została następnie przekształcona na okręt szkolny dla Akademii Morskiej w Trikunamalaja.
Dawniejszy HMCS „Hallowell” służący w Royal Canadian Navy, został zbudowany do służby w czasie II wojny światowej, po której został sprzedany Marynarce Izraela w 1949 jako „Miznak”. Zakupiony od Izraela w 1958, 3 lata po kolejnej fregacie typu River, HMCyS „Mahasena”, wszedł do służby jako HMCyS „Gajabahu” w Royal Ceylon Navy (Gajabahu – były król Sri Lanki). Uczestniczył w wielu misjach zagranicznych, odwiedzając różne kraje, w tym odbył podróż do Japonii. „Gajabahu” brał także udział w wielu międzynarodowych ćwiczeniach morskich.
Po nieudanym zamachu stanu w 1962, w który był zaangażowany były przywódca marynarki, rząd przeprowadził program ograniczania rozmiarów wojska. W rezultacie tych zmian „Gajabahu” został okrętem flagowym floty i jedynym większym okrętem Royal Ceylon Navy po tym, jak HMCyS „Mahasena” i HMCyS „Parakram” zostały sprzedane, a SLNS „Vijaya” został zniszczony w czasie sztormu. W czasie powstania w 1971 z okrętu zeszła załoga skierowana do służby lądowej z powodu braku personelu. HMCyS  „Gajabahu” został przemianowany na SLNS „Gajabahu” gdy Sri Lanka stała się republiką w 1972. W 1980 został wycofany ze służby i przerobiony na okręt szkolny Akademii Morskiej w Trikunamalaja.